# Sweordora
Sweordora var en stamme i angelsaksisk England. Ifølge Tribal Hidage udgjorde deres territorie 300 hides og det lå i nærheden af Sword Point, Whittlesey Mere, Cambridgeshire (tidligere Huntingdonshire), sandsynligvis i 500-tallet. Deres endonym er et tidlige kognat af Suiones (også kendt osm Swēon) sveare, og de skulle derfor stamme fra det svenske område